# جاغوار إكس إي

## نظرة عامة
جاكوار XE 2018 هي سيارة جديدة كلياً من جاكوار، وقد كشفت الشركة عنها للمرة الأولى في شهر أبريل من العام الحالي 2017، وتعتبر أصغر سيارة في أسطول سيارات جاغوار الحالي وأخفها وزناً ولكنها مع ذلك أكثرها صلابة، وتتميز بهيكل قاعدي مما أتاح إمكانية طرحها بنظام الدفع الخلفي أو الكلي للعجلات. وبالطبع تظهر في الأمام أضواء جاكوار المعتادة على شكل حرف J مع فتحات تهوية مبتكرة على جانبي الصادم تنقل حركة الهواء إلى سطح العجلات لتخفف من الاحتكاك.
جاكوار XE هي الأساس لعائلة سيارات جاكوار الصالون. مستوحاة من السيارة الرياضية F-TYPE، من حيث المظهر والمحرك.
مجموعة XE تتميز باختيار المحرك الموسع، بما في ذلك توربو 2.0 لتر ذو الأربع اسطوانات 250PS الجديد ومحرك البنزين إنجينيوم و 2.0 لتر 4 اسطوانات 240PS توربو إنجينيوم ديزل. كلاهما
يمنح أداء ذواستهلاك منخفض للوقود وانبعاثات ثنائي أكسيد الكربون المخفض.

### التغيرات في طراز XE الجديد[1]
- مصابيح زينون أمامية
- نظام مراقبة حالة سائق
- كبح الطوارئ
- نظام المساعدة على صف السيارة
- نظام المساعدة على رؤية النقطة العمياء
- InControl Touch Pro™ 10 inch
- أنظمة الصوت ميريديان ™
- أخف وزناً

تتوفر سيارة جاكوار XE بمحركين سوبرتشارجد 4 و6 أسطوانات، وسرعتها تصل إلى 250 كم في الساعة، وزمن تسارع من صفر إلى 100 كيلو في 5 ثوانٍ، أو 7.1 ثانية حسب الطراز الذي تختاره، وتم إنتاج 5 طرازات منها، هي XE PURE/ XE PRESTIGE /XE PORTFOLIO /XE R-SPORT/XE S. وتتمتع السيارة بمجموعة من التقنيات منها نظام InControl للمعلومات والترفيه، ونظامي Touch بشاشة لمس قياس 8 بوصات، وTouch Pro بشاشة لمس قياس 10.2 بوصات، ويمكن التحكم في الشاشة من خلال تطبيقات InControl عبر الهاتف الذكي، ويوفر نظام Connect خيار إنشاء نقطة اتصال Wi-Fi، ويسمح لك أيضا بمراقبة السيارة والتفاعل معها من هاتفك الذكي، بالإضافة إلى كاميرا رؤية خارجية بزاوية 360 درجة، ونظامي المحافظة على المسار وتنبيه النقطة العمياء. 